# Столыпин, Николай Алексеевич
Николай Алексеевич Столыпин (1781—1830) — генерал-лейтенант (22.09.1829) русской императорской армии, герой Отечественной войны 1812 года.

## Служба
Родился в 1781 году в семье пензенского губернского предводителя дворянства Алексея Емельяновича Столыпина и Марии Афанасьевны, урождённой Мещериновой. Его старшая сестра Елизавета — любимая бабушка М. Ю. Лермонтова.
|                                |                                |                                |                                |                                |                                |  |  |                              |                              |                              |                              | Григорий Столыпин              |                              |  |  |                               |                               |                               |                               |                               |                               |                              |                              |                              |                              |                              |                              |                              |                              |                              |                              |                                |                                |                                |                                |                                |                                |                              |                              |                               |                               |                               |                               |                               |                               |  |  |                             |                             |                             |                             |                             |                             |  |  |                            |                            |                            |                            |                            |                            |  |  |                              |                              |                              |                              |                              |                              |  |  |                               |                               |                               |                               |                               |                               |
|                                |                                |                                |                                |                                |                                |  |  |                              |                              |                              |                              |                                |                              |  |  |                               |                               |                               |                               |                               |                               |                              |                              |                              |                              |                              |                              |                              |                              |                              |                              |                                |                                |                                |                                |                                |                                |                              |                              |                               |                               |                               |                               |                               |                               |  |  |                             |                             |                             |                             |                             |                             |  |  |                            |                            |                            |                            |                            |                            |  |  |                              |                              |                              |                              |                              |                              |  |  |                               |                               |                               |                               |                               |                               |
|                                |                                |                                |                                |                                |                                |  |  |                              |                              |                              |                              | Афанасий Григорьевич Столыпин  |                              |  |  |                               |                               |                               |                               |                               |                               |                              |                              |                              |                              |                              |                              |                              |                              |                              |                              |                                |                                |                                |                                |                                |                                |                              |                              |                               |                               |                               |                               |                               |                               |  |  |                             |                             |                             |                             |                             |                             |  |  |                            |                            |                            |                            |                            |                            |  |  |                              |                              |                              |                              |                              |                              |  |  |                               |                               |                               |                               |                               |                               |
|                                |                                |                                |                                |                                |                                |  |  |                              |                              |                              |                              |                                |                              |  |  |                               |                               |                               |                               |                               |                               |                              |                              |                              |                              |                              |                              |                              |                              |                              |                              |                                |                                |                                |                                |                                |                                |                              |                              |                               |                               |                               |                               |                               |                               |  |  |                             |                             |                             |                             |                             |                             |  |  |                            |                            |                            |                            |                            |                            |  |  |                              |                              |                              |                              |                              |                              |  |  |                               |                               |                               |                               |                               |                               |
|                                |                                |                                |                                |                                |                                |  |  |                              |                              |                              |                              | Сильвестр Афанасьевич Столыпин |                              |  |  |                               |                               |                               |                               |                               |                               |                              |                              |                              |                              |                              |                              |                              |                              |                              |                              |                                |                                |                                |                                |                                |                                |                              |                              |                               |                               |                               |                               |                               |                               |  |  |                             |                             |                             |                             |                             |                             |  |  |                            |                            |                            |                            |                            |                            |  |  |                              |                              |                              |                              |                              |                              |  |  |                               |                               |                               |                               |                               |                               |
|                                |                                |                                |                                |                                |                                |  |  |                              |                              |                              |                              |                                |                              |  |  |                               |                               |                               |                               |                               |                               |                              |                              |                              |                              |                              |                              |                              |                              |                              |                              |                                |                                |                                |                                |                                |                                |                              |                              |                               |                               |                               |                               |                               |                               |  |  |                             |                             |                             |                             |                             |                             |  |  |                            |                            |                            |                            |                            |                            |  |  |                              |                              |                              |                              |                              |                              |  |  |                               |                               |                               |                               |                               |                               |
|                                |                                |                                |                                |                                |                                |  |  |                              |                              |                              |                              |                                |                              |  |  |                               |                               |                               |                               |                               |                               |                              |                              |                              |                              |                              |                              |                              |                              |                              |                              |                                |                                |                                |                                |                                |                                |                              |                              |                               |                               |                               |                               |                               |                               |  |  |                             |                             |                             |                             |                             |                             |  |  |                            |                            |                            |                            |                            |                            |  |  |                              |                              |                              |                              |                              |                              |  |  |                               |                               |                               |                               |                               |                               |
| Василий Сильвестрович Столыпин | Василий Сильвестрович Столыпин | Василий Сильвестрович Столыпин | Василий Сильвестрович Столыпин | Василий Сильвестрович Столыпин | Василий Сильвестрович Столыпин |  |  |                              |                              |                              |                              |                                |                              |  |  |                               |                               |                               |                               |                               |                               |                              |                              | Семён Сильвестрович Столыпин | Семён Сильвестрович Столыпин | Семён Сильвестрович Столыпин | Семён Сильвестрович Столыпин | Семён Сильвестрович Столыпин | Семён Сильвестрович Столыпин |                              |                              |                                |                                |                                |                                |                                |                                |                              |                              |                               |                               |                               |                               |                               |                               |  |  |                             |                             |                             |                             |                             |                             |  |  |                            |                            |                            |                            |                            |                            |  |  |                              |                              |                              |                              |                              |                              |  |  |                               |                               |                               |                               |                               |                               |
| Василий Сильвестрович Столыпин | Василий Сильвестрович Столыпин | Василий Сильвестрович Столыпин | Василий Сильвестрович Столыпин | Василий Сильвестрович Столыпин | Василий Сильвестрович Столыпин |  |  |                              |                              |                              |                              |                                |                              |  |  |                               |                               |                               |                               |                               |                               |                              |                              | Семён Сильвестрович Столыпин | Семён Сильвестрович Столыпин | Семён Сильвестрович Столыпин | Семён Сильвестрович Столыпин | Семён Сильвестрович Столыпин | Семён Сильвестрович Столыпин |                              |                              |                                |                                |                                |                                |                                |                                |                              |                              |                               |                               |                               |                               |                               |                               |  |  |                             |                             |                             |                             |                             |                             |  |  |                            |                            |                            |                            |                            |                            |  |  |                              |                              |                              |                              |                              |                              |  |  |                               |                               |                               |                               |                               |                               |
| Александр Васильевич Столыпин  | Александр Васильевич Столыпин  | Александр Васильевич Столыпин  | Александр Васильевич Столыпин  | Александр Васильевич Столыпин  | Александр Васильевич Столыпин  |  |  |                              |                              |                              |                              |                                |                              |  |  |                               |                               |                               |                               |                               |                               |                              |                              | Емельян Семёнович Столыпин   | Емельян Семёнович Столыпин   | Емельян Семёнович Столыпин   | Емельян Семёнович Столыпин   | Емельян Семёнович Столыпин   | Емельян Семёнович Столыпин   |                              |                              |                                |                                |                                |                                |                                |                                |                              |                              |                               |                               |                               |                               |                               |                               |  |  |                             |                             |                             |                             |                             |                             |  |  |                            |                            |                            |                            |                            |                            |  |  |                              |                              |                              |                              |                              |                              |  |  |                               |                               |                               |                               |                               |                               |
| Александр Васильевич Столыпин  | Александр Васильевич Столыпин  | Александр Васильевич Столыпин  | Александр Васильевич Столыпин  | Александр Васильевич Столыпин  | Александр Васильевич Столыпин  |  |  |                              |                              |                              |                              |                                |                              |  |  |                               |                               |                               |                               |                               |                               |                              |                              | Емельян Семёнович Столыпин   | Емельян Семёнович Столыпин   | Емельян Семёнович Столыпин   | Емельян Семёнович Столыпин   | Емельян Семёнович Столыпин   | Емельян Семёнович Столыпин   |                              |                              |                                |                                |                                |                                |                                |                                |                              |                              |                               |                               |                               |                               |                               |                               |  |  |                             |                             |                             |                             |                             |                             |  |  |                            |                            |                            |                            |                            |                            |  |  |                              |                              |                              |                              |                              |                              |  |  |                               |                               |                               |                               |                               |                               |
|                                |                                |                                |                                |                                |                                |  |  |                              |                              |                              |                              |                                |                              |  |  |                               |                               |                               |                               |                               |                               |                              |                              |                              |                              |                              |                              |                              |                              |                              |                              |                                |                                |                                |                                |                                |                                |                              |                              |                               |                               |                               |                               |                               |                               |  |  |                             |                             |                             |                             |                             |                             |  |  |                            |                            |                            |                            |                            |                            |  |  |                              |                              |                              |                              |                              |                              |  |  |                               |                               |                               |                               |                               |                               |
| Данила Александрович Столыпин  | Данила Александрович Столыпин  | Данила Александрович Столыпин  | Данила Александрович Столыпин  | Данила Александрович Столыпин  | Данила Александрович Столыпин  |  |  |                              |                              |                              |                              |                                |                              |  |  |                               |                               |                               |                               | Дмитрий Емельянович Столыпин  | Дмитрий Емельянович Столыпин  | Дмитрий Емельянович Столыпин | Дмитрий Емельянович Столыпин | Дмитрий Емельянович Столыпин | Дмитрий Емельянович Столыпин |                              |                              | Алексей Емельянович Столыпин | Алексей Емельянович Столыпин | Алексей Емельянович Столыпин | Алексей Емельянович Столыпин | Алексей Емельянович Столыпин   | Алексей Емельянович Столыпин   |                                |                                | Мария Афанасьевна Мещеринова   | Мария Афанасьевна Мещеринова   | Мария Афанасьевна Мещеринова | Мария Афанасьевна Мещеринова | Мария Афанасьевна Мещеринова  | Мария Афанасьевна Мещеринова  |                               |                               |                               |                               |  |  |                             |                             |                             |                             |                             |                             |  |  |                            |                            |                            |                            |                            |                            |  |  |                              |                              |                              |                              |                              |                              |  |  |                               |                               |                               |                               |                               |                               |
| Данила Александрович Столыпин  | Данила Александрович Столыпин  | Данила Александрович Столыпин  | Данила Александрович Столыпин  | Данила Александрович Столыпин  | Данила Александрович Столыпин  |  |  |                              |                              |                              |                              |                                |                              |  |  |                               |                               |                               |                               | Дмитрий Емельянович Столыпин  | Дмитрий Емельянович Столыпин  | Дмитрий Емельянович Столыпин | Дмитрий Емельянович Столыпин | Дмитрий Емельянович Столыпин | Дмитрий Емельянович Столыпин |                              |                              | Алексей Емельянович Столыпин | Алексей Емельянович Столыпин | Алексей Емельянович Столыпин | Алексей Емельянович Столыпин | Алексей Емельянович Столыпин   | Алексей Емельянович Столыпин   |                                |                                | Мария Афанасьевна Мещеринова   | Мария Афанасьевна Мещеринова   | Мария Афанасьевна Мещеринова | Мария Афанасьевна Мещеринова | Мария Афанасьевна Мещеринова  | Мария Афанасьевна Мещеринова  |                               |                               |                               |                               |  |  |                             |                             |                             |                             |                             |                             |  |  |                            |                            |                            |                            |                            |                            |  |  |                              |                              |                              |                              |                              |                              |  |  |                               |                               |                               |                               |                               |                               |
|                                |                                |                                |                                |                                |                                |  |  |                              |                              |                              |                              |                                |                              |  |  |                               |                               |                               |                               |                               |                               |                              |                              |                              |                              |                              |                              |                              |                              |                              |                              |                                |                                |                                |                                |                                |                                |                              |                              |                               |                               |                               |                               |                               |                               |  |  |                             |                             |                             |                             |                             |                             |  |  |                            |                            |                            |                            |                            |                            |  |  |                              |                              |                              |                              |                              |                              |  |  |                               |                               |                               |                               |                               |                               |
|                                |                                |                                |                                |                                |                                |  |  |                              |                              |                              |                              |                                |                              |  |  |                               |                               |                               |                               |                               |                               |                              |                              |                              |                              |                              |                              |                              |                              |                              |                              |                                |                                |                                |                                |                                |                                |                              |                              |                               |                               |                               |                               |                               |                               |  |  |                             |                             |                             |                             |                             |                             |  |  |                            |                            |                            |                            |                            |                            |  |  |                              |                              |                              |                              |                              |                              |  |  |                               |                               |                               |                               |                               |                               |
| Григорий Данилович Столыпин    | Григорий Данилович Столыпин    | Григорий Данилович Столыпин    | Григорий Данилович Столыпин    | Григорий Данилович Столыпин    | Григорий Данилович Столыпин    |  |  | Наталья Алексеевна Столыпина | Наталья Алексеевна Столыпина | Наталья Алексеевна Столыпина | Наталья Алексеевна Столыпина | Наталья Алексеевна Столыпина   | Наталья Алексеевна Столыпина |  |  | Афанасий Алексеевич Столыпин  | Афанасий Алексеевич Столыпин  | Афанасий Алексеевич Столыпин  | Афанасий Алексеевич Столыпин  | Афанасий Алексеевич Столыпин  | Афанасий Алексеевич Столыпин  |                              |                              | Михаил Васильевич Арсеньев   | Михаил Васильевич Арсеньев   | Михаил Васильевич Арсеньев   | Михаил Васильевич Арсеньев   | Михаил Васильевич Арсеньев   | Михаил Васильевич Арсеньев   |                              |                              | Елизавета Алексеевна Столыпина | Елизавета Алексеевна Столыпина | Елизавета Алексеевна Столыпина | Елизавета Алексеевна Столыпина | Елизавета Алексеевна Столыпина | Елизавета Алексеевна Столыпина |                              |                              | Александр Алексеевич Столыпин | Александр Алексеевич Столыпин | Александр Алексеевич Столыпин | Александр Алексеевич Столыпин | Александр Алексеевич Столыпин | Александр Алексеевич Столыпин |  |  | Аркадий Алексеевич Столыпин | Аркадий Алексеевич Столыпин | Аркадий Алексеевич Столыпин | Аркадий Алексеевич Столыпин | Аркадий Алексеевич Столыпин | Аркадий Алексеевич Столыпин |  |  | Пётр Алексеевич Столыпин   | Пётр Алексеевич Столыпин   | Пётр Алексеевич Столыпин   | Пётр Алексеевич Столыпин   | Пётр Алексеевич Столыпин   | Пётр Алексеевич Столыпин   |  |  | Николай Алексеевич Столыпин  | Николай Алексеевич Столыпин  | Николай Алексеевич Столыпин  | Николай Алексеевич Столыпин  | Николай Алексеевич Столыпин  | Николай Алексеевич Столыпин  |  |  | Дмитрий Алексеевич Столыпин   | Дмитрий Алексеевич Столыпин   | Дмитрий Алексеевич Столыпин   | Дмитрий Алексеевич Столыпин   | Дмитрий Алексеевич Столыпин   | Дмитрий Алексеевич Столыпин   |
| Григорий Данилович Столыпин    | Григорий Данилович Столыпин    | Григорий Данилович Столыпин    | Григорий Данилович Столыпин    | Григорий Данилович Столыпин    | Григорий Данилович Столыпин    |  |  | Наталья Алексеевна Столыпина | Наталья Алексеевна Столыпина | Наталья Алексеевна Столыпина | Наталья Алексеевна Столыпина | Наталья Алексеевна Столыпина   | Наталья Алексеевна Столыпина |  |  | Афанасий Алексеевич Столыпин  | Афанасий Алексеевич Столыпин  | Афанасий Алексеевич Столыпин  | Афанасий Алексеевич Столыпин  | Афанасий Алексеевич Столыпин  | Афанасий Алексеевич Столыпин  |                              |                              | Михаил Васильевич Арсеньев   | Михаил Васильевич Арсеньев   | Михаил Васильевич Арсеньев   | Михаил Васильевич Арсеньев   | Михаил Васильевич Арсеньев   | Михаил Васильевич Арсеньев   |                              |                              | Елизавета Алексеевна Столыпина | Елизавета Алексеевна Столыпина | Елизавета Алексеевна Столыпина | Елизавета Алексеевна Столыпина | Елизавета Алексеевна Столыпина | Елизавета Алексеевна Столыпина |                              |                              | Александр Алексеевич Столыпин | Александр Алексеевич Столыпин | Александр Алексеевич Столыпин | Александр Алексеевич Столыпин | Александр Алексеевич Столыпин | Александр Алексеевич Столыпин |  |  | Аркадий Алексеевич Столыпин | Аркадий Алексеевич Столыпин | Аркадий Алексеевич Столыпин | Аркадий Алексеевич Столыпин | Аркадий Алексеевич Столыпин | Аркадий Алексеевич Столыпин |  |  | Пётр Алексеевич Столыпин   | Пётр Алексеевич Столыпин   | Пётр Алексеевич Столыпин   | Пётр Алексеевич Столыпин   | Пётр Алексеевич Столыпин   | Пётр Алексеевич Столыпин   |  |  | Николай Алексеевич Столыпин  | Николай Алексеевич Столыпин  | Николай Алексеевич Столыпин  | Николай Алексеевич Столыпин  | Николай Алексеевич Столыпин  | Николай Алексеевич Столыпин  |  |  | Дмитрий Алексеевич Столыпин   | Дмитрий Алексеевич Столыпин   | Дмитрий Алексеевич Столыпин   | Дмитрий Алексеевич Столыпин   | Дмитрий Алексеевич Столыпин   | Дмитрий Алексеевич Столыпин   |
|                                |                                |                                |                                |                                |                                |  |  |                              |                              |                              |                              |                                |                              |  |  |                               |                               |                               |                               |                               |                               |                              |                              |                              |                              |                              |                              |                              |                              |                              |                              |                                |                                |                                |                                |                                |                                |                              |                              |                               |                               |                               |                               |                               |                               |  |  |                             |                             |                             |                             |                             |                             |  |  |                            |                            |                            |                            |                            |                            |  |  |                              |                              |                              |                              |                              |                              |  |  |                               |                               |                               |                               |                               |                               |
|                                |                                |                                |                                |                                |                                |  |  |                              |                              |                              |                              |                                |                              |  |  |                               |                               |                               |                               |                               |                               |                              |                              |                              |                              |                              |                              |                              |                              |                              |                              |                                |                                |                                |                                |                                |                                |                              |                              |                               |                               |                               |                               |                               |                               |  |  |                             |                             |                             |                             |                             |                             |  |  |                            |                            |                            |                            |                            |                            |  |  |                              |                              |                              |                              |                              |                              |  |  |                               |                               |                               |                               |                               |                               |
| Алексей Илларионович Философов | Алексей Илларионович Философов | Алексей Илларионович Философов | Алексей Илларионович Философов | Алексей Илларионович Философов | Алексей Илларионович Философов |  |  | Анна Григорьевна Философова  | Анна Григорьевна Философова  | Анна Григорьевна Философова  | Анна Григорьевна Философова  | Анна Григорьевна Философова    | Анна Григорьевна Философова  |  |  | Наталья Афанасьевна Столыпина | Наталья Афанасьевна Столыпина | Наталья Афанасьевна Столыпина | Наталья Афанасьевна Столыпина | Наталья Афанасьевна Столыпина | Наталья Афанасьевна Столыпина |                              |                              | Юрий Петрович Лермонтов      | Юрий Петрович Лермонтов      | Юрий Петрович Лермонтов      | Юрий Петрович Лермонтов      | Юрий Петрович Лермонтов      | Юрий Петрович Лермонтов      |                              |                              | Мария Михайловна Арсеньева     | Мария Михайловна Арсеньева     | Мария Михайловна Арсеньева     | Мария Михайловна Арсеньева     | Мария Михайловна Арсеньева     | Мария Михайловна Арсеньева     |                              |                              | Алексей Аркадьевич Столыпин   | Алексей Аркадьевич Столыпин   | Алексей Аркадьевич Столыпин   | Алексей Аркадьевич Столыпин   | Алексей Аркадьевич Столыпин   | Алексей Аркадьевич Столыпин   |  |  | Дмитрий Аркадьевич Столыпин | Дмитрий Аркадьевич Столыпин | Дмитрий Аркадьевич Столыпин | Дмитрий Аркадьевич Столыпин | Дмитрий Аркадьевич Столыпин | Дмитрий Аркадьевич Столыпин |  |  | Мария Аркадьевна Столыпина | Мария Аркадьевна Столыпина | Мария Аркадьевна Столыпина | Мария Аркадьевна Столыпина | Мария Аркадьевна Столыпина | Мария Аркадьевна Столыпина |  |  | Наталья Михайловна Горчакова | Наталья Михайловна Горчакова | Наталья Михайловна Горчакова | Наталья Михайловна Горчакова | Наталья Михайловна Горчакова | Наталья Михайловна Горчакова |  |  | Аркадий Дмитриевич Столыпин   | Аркадий Дмитриевич Столыпин   | Аркадий Дмитриевич Столыпин   | Аркадий Дмитриевич Столыпин   | Аркадий Дмитриевич Столыпин   | Аркадий Дмитриевич Столыпин   |
| Алексей Илларионович Философов | Алексей Илларионович Философов | Алексей Илларионович Философов | Алексей Илларионович Философов | Алексей Илларионович Философов | Алексей Илларионович Философов |  |  | Анна Григорьевна Философова  | Анна Григорьевна Философова  | Анна Григорьевна Философова  | Анна Григорьевна Философова  | Анна Григорьевна Философова    | Анна Григорьевна Философова  |  |  | Наталья Афанасьевна Столыпина | Наталья Афанасьевна Столыпина | Наталья Афанасьевна Столыпина | Наталья Афанасьевна Столыпина | Наталья Афанасьевна Столыпина | Наталья Афанасьевна Столыпина |                              |                              | Юрий Петрович Лермонтов      | Юрий Петрович Лермонтов      | Юрий Петрович Лермонтов      | Юрий Петрович Лермонтов      | Юрий Петрович Лермонтов      | Юрий Петрович Лермонтов      |                              |                              | Мария Михайловна Арсеньева     | Мария Михайловна Арсеньева     | Мария Михайловна Арсеньева     | Мария Михайловна Арсеньева     | Мария Михайловна Арсеньева     | Мария Михайловна Арсеньева     |                              |                              | Алексей Аркадьевич Столыпин   | Алексей Аркадьевич Столыпин   | Алексей Аркадьевич Столыпин   | Алексей Аркадьевич Столыпин   | Алексей Аркадьевич Столыпин   | Алексей Аркадьевич Столыпин   |  |  | Дмитрий Аркадьевич Столыпин | Дмитрий Аркадьевич Столыпин | Дмитрий Аркадьевич Столыпин | Дмитрий Аркадьевич Столыпин | Дмитрий Аркадьевич Столыпин | Дмитрий Аркадьевич Столыпин |  |  | Мария Аркадьевна Столыпина | Мария Аркадьевна Столыпина | Мария Аркадьевна Столыпина | Мария Аркадьевна Столыпина | Мария Аркадьевна Столыпина | Мария Аркадьевна Столыпина |  |  | Наталья Михайловна Горчакова | Наталья Михайловна Горчакова | Наталья Михайловна Горчакова | Наталья Михайловна Горчакова | Наталья Михайловна Горчакова | Наталья Михайловна Горчакова |  |  | Аркадий Дмитриевич Столыпин   | Аркадий Дмитриевич Столыпин   | Аркадий Дмитриевич Столыпин   | Аркадий Дмитриевич Столыпин   | Аркадий Дмитриевич Столыпин   | Аркадий Дмитриевич Столыпин   |
|                                |                                |                                |                                |                                |                                |  |  |                              |                              |                              |                              |                                |                              |  |  |                               |                               |                               |                               |                               |                               |                              |                              |                              |                              |                              |                              |                              |                              |                              |                              |                                |                                |                                |                                |                                |                                |                              |                              |                               |                               |                               |                               |                               |                               |  |  |                             |                             |                             |                             |                             |                             |  |  |                            |                            |                            |                            |                            |                            |  |  |                              |                              |                              |                              |                              |                              |  |  |                               |                               |                               |                               |                               |                               |
|                                |                                |                                |                                |                                |                                |  |  |                              |                              |                              |                              |                                |                              |  |  |                               |                               |                               |                               |                               |                               |                              |                              |                              |                              |                              |                              |                              |                              |                              |                              |                                |                                |                                |                                |                                |                                |                              |                              |                               |                               |                               |                               |                               |                               |  |  |                             |                             |                             |                             |                             |                             |  |  |                            |                            |                            |                            |                            |                            |  |  |                              |                              |                              |                              |                              |                              |  |  |                               |                               |                               |                               |                               |                               |
|                                |                                |                                |                                |                                |                                |  |  |                              |                              |                              |                              |                                |                              |  |  |                               |                               |                               |                               |                               |                               |                              |                              |                              |                              |                              |                              | М. Ю. Лермонтов              | М. Ю. Лермонтов              | М. Ю. Лермонтов              | М. Ю. Лермонтов              | М. Ю. Лермонтов                | М. Ю. Лермонтов                |                                |                                |                                |                                |                              |                              |                               |                               |                               |                               |                               |                               |  |  |                             |                             |                             |                             |                             |                             |  |  | Ольга Борисовна Нейдгардт  | Ольга Борисовна Нейдгардт  | Ольга Борисовна Нейдгардт  | Ольга Борисовна Нейдгардт  | Ольга Борисовна Нейдгардт  | Ольга Борисовна Нейдгардт  |  |  | Пётр Аркадьевич Столыпин     | Пётр Аркадьевич Столыпин     | Пётр Аркадьевич Столыпин     | Пётр Аркадьевич Столыпин     | Пётр Аркадьевич Столыпин     | Пётр Аркадьевич Столыпин     |  |  | Александр Аркадьевич Столыпин | Александр Аркадьевич Столыпин | Александр Аркадьевич Столыпин | Александр Аркадьевич Столыпин | Александр Аркадьевич Столыпин | Александр Аркадьевич Столыпин |
|                                |                                |                                |                                |                                |                                |  |  |                              |                              |                              |                              |                                |                              |  |  |                               |                               |                               |                               |                               |                               |                              |                              |                              |                              |                              |                              | М. Ю. Лермонтов              | М. Ю. Лермонтов              | М. Ю. Лермонтов              | М. Ю. Лермонтов              | М. Ю. Лермонтов                | М. Ю. Лермонтов                |                                |                                |                                |                                |                              |                              |                               |                               |                               |                               |                               |                               |  |  |                             |                             |                             |                             |                             |                             |  |  | Ольга Борисовна Нейдгардт  | Ольга Борисовна Нейдгардт  | Ольга Борисовна Нейдгардт  | Ольга Борисовна Нейдгардт  | Ольга Борисовна Нейдгардт  | Ольга Борисовна Нейдгардт  |  |  | Пётр Аркадьевич Столыпин     | Пётр Аркадьевич Столыпин     | Пётр Аркадьевич Столыпин     | Пётр Аркадьевич Столыпин     | Пётр Аркадьевич Столыпин     | Пётр Аркадьевич Столыпин     |  |  | Александр Аркадьевич Столыпин | Александр Аркадьевич Столыпин | Александр Аркадьевич Столыпин | Александр Аркадьевич Столыпин | Александр Аркадьевич Столыпин | Александр Аркадьевич Столыпин |
|                                |                                |                                |                                |                                |                                |  |  |                              |                              |                              |                              |                                |                              |  |  |                               |                               |                               |                               |                               |                               |                              |                              |                              |                              |                              |                              |                              |                              |                              |                              |                                |                                |                                |                                |                                |                                |                              |                              |                               |                               |                               |                               |                               |                               |  |  |                             |                             |                             |                             |                             |                             |  |  |                            |                            |                            |                            |                            |                            |  |  |                              |                              |                              |                              |                              |                              |  |  |                               |                               |                               |                               |                               |                               |
|                                |                                |                                |                                |                                |                                |  |  |                              |                              |                              |                              |                                |                              |  |  |                               |                               |                               |                               |                               |                               |                              |                              |                              |                              |                              |                              |                              |                              |                              |                              |                                |                                |                                |                                |                                |                                |                              |                              |                               |                               |                               |                               |                               |                               |  |  |                             |                             |                             |                             |                             |                             |  |  |                            |                            |                            |                            |                            |                            |  |  |                              |                              |                              |                              |                              |                              |  |  |                               |                               |                               |                               |                               |                               |
|                                |                                |                                |                                |                                |                                |  |  |                              |                              |                              |                              |                                |                              |  |  |                               |                               |                               |                               |                               |                               |                              |                              |                              |                              |                              |                              |                              |                              |                              |                              | Мария                          | Мария                          | Мария                          | Мария                          | Мария                          | Мария                          |                              |                              | Наталья                       | Наталья                       | Наталья                       | Наталья                       | Наталья                       | Наталья                       |  |  | Елена                       | Елена                       | Елена                       | Елена                       | Елена                       | Елена                       |  |  | Ольга                      | Ольга                      | Ольга                      | Ольга                      | Ольга                      | Ольга                      |  |  | Александра                   | Александра                   | Александра                   | Александра                   | Александра                   | Александра                   |  |  | Аркадий                       | Аркадий                       | Аркадий                       | Аркадий                       | Аркадий                       | Аркадий                       |

В военную службу вступил в 1795 году, служил в Кинбурнском драгунском полку. В 1800 году произведён в майоры и в 1808 году получил чин подполковника.
С 26 января 1810 года был командиром Ямбургского уланского полка. 7 октября 1812 года произведён в полковники.
Во время Отечественной войны 1812 года Столыпин блестяще проявил себя в сражении 26 октября под Витебском и за отличие был генералом Витгенштейном представлен к ордену Святого Георгия 4-й степени. Однако император Александр I своим рескриптом от 31 июля 1813 года заменил 4-ю степень ордена Святого Георгия на 3-ю степень (№ 314 по кавалерскому списку Григоровича — Степанова)
В воздаяние отличной храбрости и мужества, оказанных в сражениях против французских войск при преследовании неприятеля с 18 октября по 1 января 1813 года.
В Заграничных кампаниях 1813 и 1814 годов Столыпин особенно отличился под Данцигом.
1 июня 1815 года Столыпин был переведён на должность командира в Оренбургский уланский полк — до 19 июля 1818 года, когда был произведён в генерал-майоры.
С 1826 года, состоя в чине генерал-лейтенанта, был начальником 3-й уланской дивизии.
В конце весны 1830 года он находился в Севастополе на губернаторской должности, когда там вспыхнул бунт против усиленных им ограничений карантина, и был растерзан толпой 3 (15) июня 1830 года, 18 июня исключён из списков умершим.

## Награды
- Орден Святого Владимира 4-й степени с бантом (16.03.1807)
- Орден Святого Георгия 3-й степени (31.07.1813)
- Орден Святого Владимира 3-й степени (17.08.1829)

## Отзывы современников
В. В. Крестовский оставил следующую характеристику Столыпина: «это был человек очень умный, бескорыстный, большой стоятель за полк, и за честь мундира, барин по происхождению, солдат по жизни, и настоящий джентльмен по характеру и убеждениям».